# Chung kết UEFA Champions League 2021
Trận chung kết UEFA Champions League 2021 là trận đấu cuối cùng của UEFA Champions League 2020-21, mùa giải thứ 66 của giải đấu bóng đá cấp câu lạc bộ hàng đầu châu Âu được tổ chức bởi UEFA và là mùa giải thứ 29 kể từ khi nó được đổi tên từ Cúp C1 châu Âu thành UEFA Champions League. Trận đấu được diễn ra tại Sân vận động Dragão ở Porto, Bồ Đào Nha vào ngày 29 tháng 5 năm 2021. giữa hai câu lạc bộ Anh Manchester City, trong trận chung kết UEFA Champions League đầu tiên của họ, và đội bóng ba lần lọt vào chung kết Chelsea.
Trận chung kết ban đầu dự kiến được diễn ra tại Sân vận động Krestovsky ở Saint Petersburg, Nga. Tuy nhiên, do trận chung kết năm 2020 bị hoãn và dời địa điểm tổ chức, các địa điểm đăng cai trận chung kết đã bị lùi lại một năm, với Sân vận động Olympic Atatürk ở Istanbul, Thổ Nhĩ Kỳ thay vào đó tổ chức trận chung kết năm 2021, do hậu quả của đại dịch COVID-19 ở châu Âu. Đây là năm thứ hai liên tiếp trận chung kết diễn ra tại Bồ Đào Nha. Tuy nhiên, vào ngày 13 tháng 5 năm 2021, UEFA thông báo rằng trận chung kết được di chuyển đến Porto để cho phép người hâm mộ theo dõi trận đấu.
Chelsea giành chiến thắng 1–0 để có lần thứ hai vô địch UEFA Champions League. Với tư cách đội vô địch, Chelsea giành quyền thi đấu với đội vô địch của UEFA Europa League 2020-21, Villarreal, trong trận Siêu cúp châu Âu 2021, và lọt vào FIFA Club World Cup 2021 ở Nhật Bản. Họ cũng đủ điều kiện để tham dự vòng bảng của UEFA Champions League 2021-22. Tuy nhiên, vì cả hai đội đã giành quyền tham dự thông qua thành tích ở giải vô địch quốc gia, suất dự dành riêng được trao cho đội vô địch của hiệp hội xếp hạng 11 theo danh sách tham dự của mùa giải sau.

## Các đội bóng
Trong bảng sau đây, các trận chung kết đến năm 1992 thuộc kỷ nguyên Cúp C1 châu Âu, kể từ năm 1993 trở đi thuộc kỷ nguyên UEFA Champions League.
| Đội             | Các lần tham dự trận chung kết trước (in đậm thể hiện năm vô địch) |
| --------------- | ------------------------------------------------------------------ |
| Manchester City | Không có                                                           |
| Chelsea         | 2 (2008, 2012)                                                     |

## Địa điểm

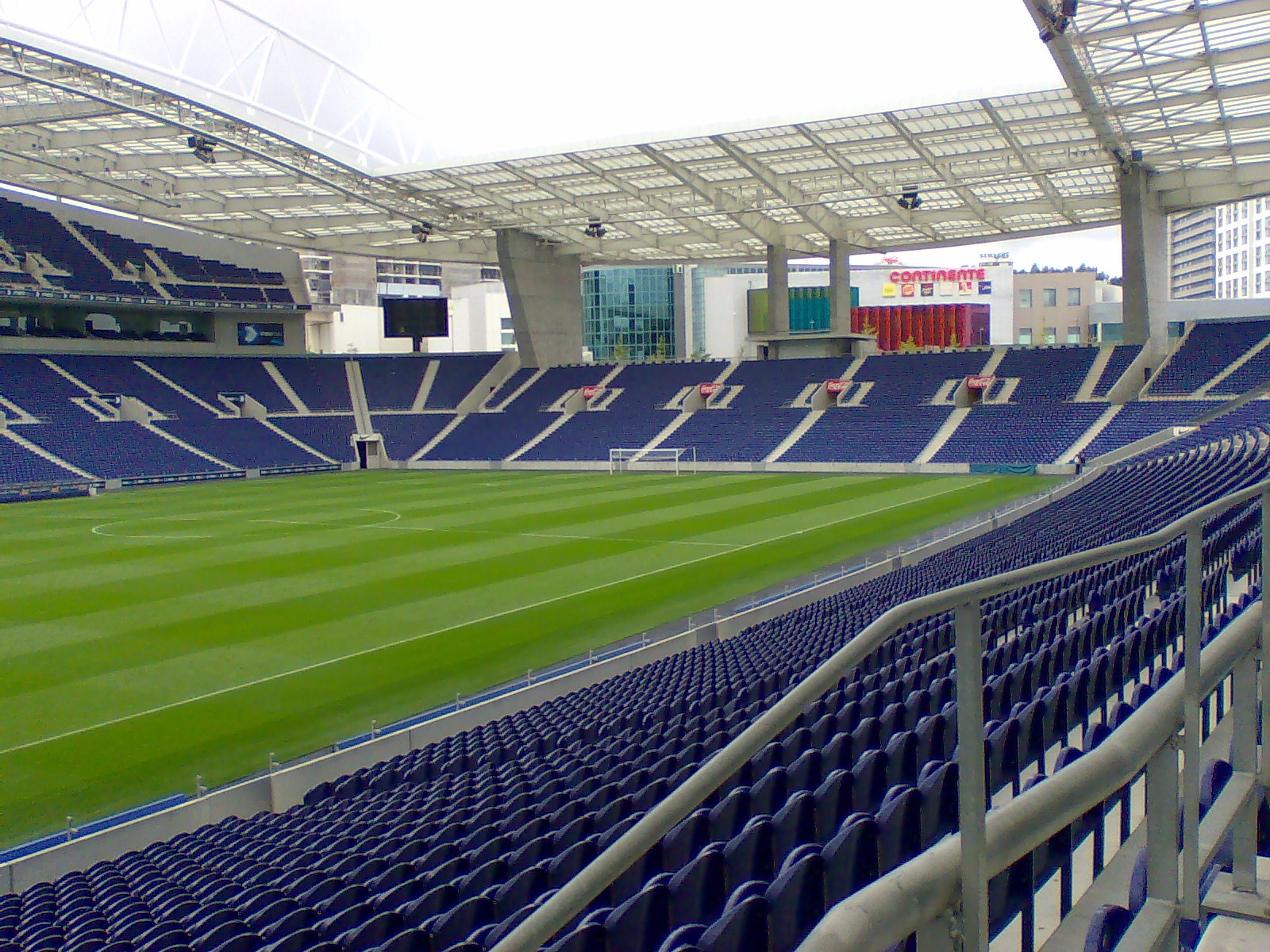
Sân vận động Dragão ở Porto là nơi tổ chức trận chung kết.

Trận đấu là trận chung kết Cúp C1 châu Âu/Champions League thứ tư tổ chức ở Bồ Đào Nha, và lần đầu tiên được tổ chức bên ngoài Lisbon, nơi mà trước đây tổ chức các trận chung kết vào năm 1967 tại Sân vận động Quốc gia và vào năm 2014 và 2020 tại Sân vận động Ánh sáng. Qua đó, đây đánh dấu lần đầu tiên trận chung kết Cúp C1 châu Âu/Champions League tổ chức ở cùng quốc gia trong hai mùa liên tiếp. Sân vận động Dragão trước đây tổ chức các trận đấu ở UEFA Euro 2004 và Vòng chung kết UEFA Nations League 2019. Thêm vào đó, trận chung kết này là lần đầu tiên kể từ năm 2004 được diễn ra ở một sân vận động với sức chứa ít hơn 60.000 chỗ.

### Lựa chọn nơi tổ chức ban đầu
Một quy trình đấu thầu rộng rãi đã được UEFA khởi động vào ngày 22 tháng 9 năm 2017 để chọn các địa điểm tổ chức các trận chung kết UEFA Champions League, UEFA Europa League và UEFA Women's Champions League vào năm 2020. Các hiệp hội có thời hạn đến ngày 31 tháng 10 năm 2017 để bày tỏ sự quan tâm và hồ sơ dự thầu phải được nộp trước ngày 1 tháng 3 năm 2018. Các hiệp hội tổ chức các trận đấu tại UEFA Euro 2020 không được phép đấu thầu trận chung kết UEFA Champions League 2020.
UEFA đã thông báo vào ngày 3 tháng 11 năm 2017 rằng hai hiệp hội đã bày tỏ sự quan tâm đến việc tổ chức trận chung kết UEFA Champions League 2020.
| Quốc gia   | Sân vận động                 | Thành phố | Sức chứa | Ghi chú                                              |
| ---------- | ---------------------------- | --------- | -------- | ---------------------------------------------------- |
| Bồ Đào Nha | Sân vận động Ánh sáng        | Lisbon    | 65.647   | Đã tổ chức trận chung kết UEFA Champions League 2014 |
| Thổ Nhĩ Kỳ | Sân vận động Olympic Atatürk | Istanbul  | 76.092   | Đã tổ chức trận chung kết UEFA Champions League 2005 |

Sân vận động Olympic Atatürk đã được Ủy ban điều hành UEFA lựa chọn trong cuộc họp của họ tại Kiev vào ngày 24 tháng 5 năm 2018.
Vào ngày 17 tháng 6 năm 2020, Ủy ban điều hành UEFA thông báo rằng do trận chung kết năm 2020 bị hoãn và dời đến Sân vận động Ánh sáng, thay vào đó Istanbul sẽ tổ chức trận chung kết năm 2021.. Tuy nhiên, do ảnh hưởng của đại dịch COVID-19 tại Thổ Nhĩ Kỳ, UEFA đã quyết định trận chung kết sẽ diễn ra tại Sân vận động Dragão, Porto và đã từ chối dời thời điểm diễn ra ở Istanbul sang tháng 11.

## Bối cảnh
Manchester City chơi trận chung kết Cúp C1 châu Âu/UEFA Champions League đầu tiên của họ. Trước đây họ đã chơi ở một trận chung kết giải đấu châu Âu đó là trận Chung kết Cúp C2 châu Âu 1970 và vô địch. Họ trở thành đội bóng Anh thứ chín thi đấu ở một chung kết Cúp C1 châu Âu/UEFA Champions League.
Chelsea chơi trận chung kết UEFA Champions League thứ ba của họ, và là lần đầu tiên kể từ năm 2012. Thêm vào đó, họ đã từng chơi ở các trận chung kết Cúp C2 châu Âu và UEFA Europa League, mỗi giải đấu hai lần và vô địch tất cả.
Đây là trận chung kết toàn Anh thứ ba trong lịch sử giải đấu, sau năm 2008 – trận đấu cũng bao gồm Chelsea – và năm 2019.

## Đường đến trận chung kết
Ghi chú: Trong tất cả các kết quả dưới đây, tỉ số của đội lọt vào chung kết được đưa ra trước tiên (N: sân nhà; K: sân khách).
| VT | Đội             | ST | Đ  |
| -- | --------------- | -- | -- |
| 1  | Manchester City | 6  | 16 |
| 2  | Porto           | 6  | 13 |
| 3  | Olympiacos      | 6  | 3  |
| 4  | Marseille       | 6  | 3  |

| VT | Đội       | ST | Đ  |
| -- | --------- | -- | -- |
| 1  | Chelsea   | 6  | 14 |
| 2  | Sevilla   | 6  | 13 |
| 3  | Krasnodar | 6  | 5  |
| 4  | Rennes    | 6  | 1  |

Ghi chú
1. 1 2  Cả hai lượt trận vòng 16 đội của Manchester City trước Borussia Mönchengladbach được diễn ra ở Budapest, Hungary do những hạn chế đi lại liên quan đến đại dịch COVID-19 giữa Đức và Vương quốc Anh.[12][13]
2. ↑  Lượt đi sân khách vòng 16 đội của Chelsea trước Atlético Madrid được diễn ra ở Bucharest, Romania do những hạn chế đi lại liên quan đến đại dịch COVID-19 từ Vương quốc Anh đến Tây Ban Nha.[12]
3. 1 2  Cả hai lượt trận tứ kết của Chelsea trước Porto được diễn ra ở Seville, Tây Ban Nha do những hạn chế đi lại liên quan đến đại dịch COVID-19 giữa Bồ Đào Nha và Vương quốc Anh.[14]

## Trước trận đấu

### Tổ trọng tài

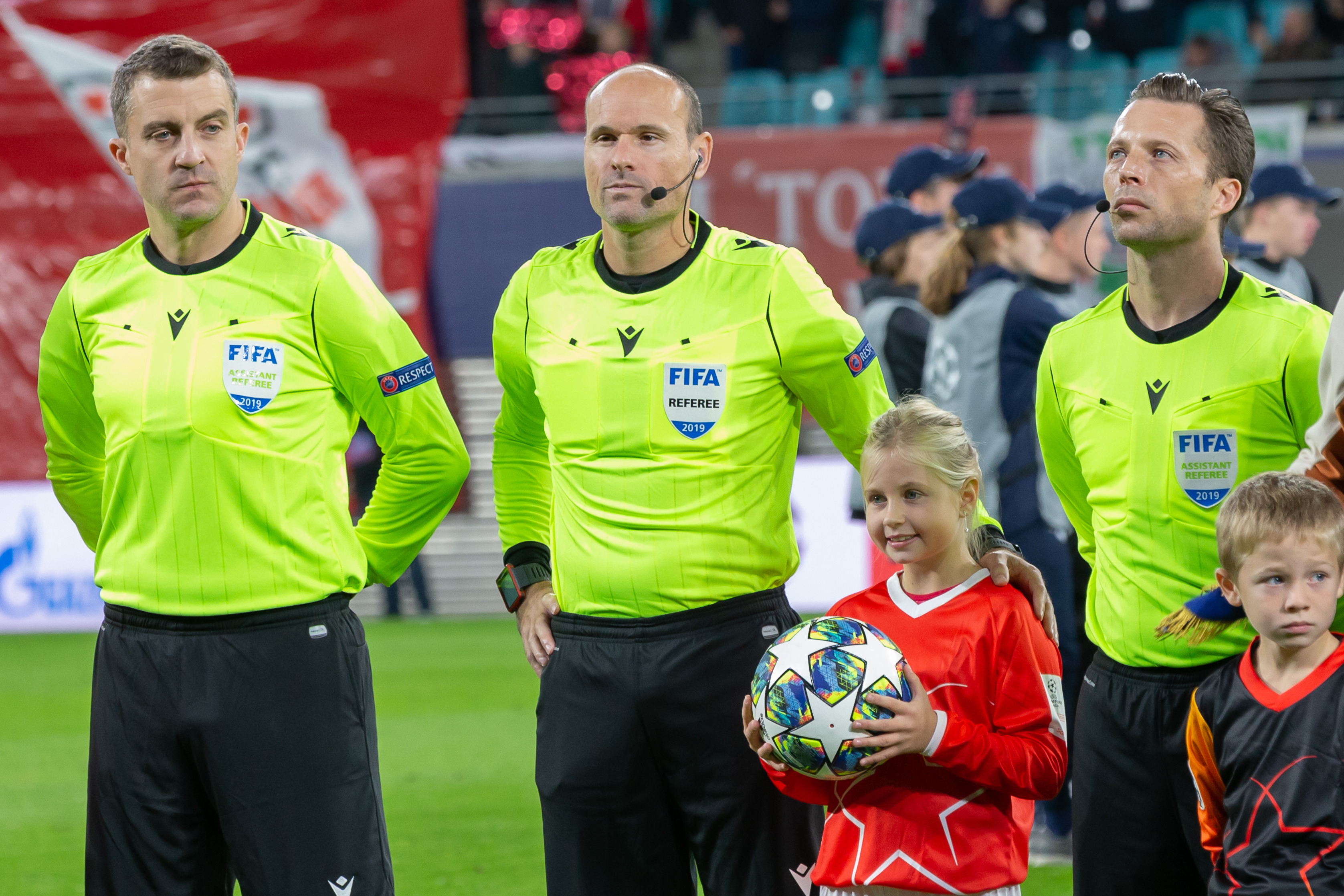
Trọng tài người Tây Ban Nha Antonio Mateu Lahoz (giữa) điều khiển trận chung kết cùng với các trợ lý Roberto Díaz Pérez del Palomar (trái) và Pau Cebrián Devís (phải).

Vào ngày 12 tháng 5 năm 2021, UEFA lựa chọn trọng tài người Tây Ban Nha Antonio Mateu Lahoz là người điều khiển cho trận chung kết. Mateu Lahoz là một trọng tài FIFA kể từ năm 2011, và đã từng là trọng tài thứ tư ở trận chung kết UEFA Champions League 2019. Ông điều khiển sáu trận đấu trước đó trong khuôn khổ Champions League mùa giải 2020–21, với một trận đấu ở vòng play-off, bốn trận ở vòng bảng và một lượt trận tứ kết. Ông từng là trọng tài tại FIFA World Cup 2018 ở Nga, và được lựa chọn là trọng tài cho UEFA Euro 2020. Ông cùng làm việc với sáu người đồng hương, bao gồm trợ lý trọng tài Pau Cebrián Devís và Roberto Díaz Pérez del Palomar. Carlos del Cerro Grande là trọng tài thứ tư, trong khi Alejandro Hernández Hernández là trợ lý trọng tài video. Juan Martínez Munuera và Íñigo Prieto López de Cerain được bổ nhiệm là hỗ trợ trọng tài VAR, cùng với trọng tài người Ba Lan Paweł Gil.

### Lễ mở màn
Nhà sản xuất nhạc điện tử và DJ người Mỹ Marshmello biểu diễn chuơng trình ảo cho lễ mở màn trước trận đấu, cùng với Selena Gomez và Khalid.

## Thông tin trận đấu

### Chi tiết
Đội "chủ nhà" (vì mục đích hành chính) được xác định bằng một lượt bốc thăm bổ sung được tổ chức sau khi bốc thăm vòng tứ kết và vòng bán kết.
| Manchester City | 0–1      | Chelsea       |
| --------------- | -------- | ------------- |
|                 | Chi tiết | - Havertz 42' |

| Manchester City | Chelsea |

| GK               | 31 | Ederson             |     |     |
| RB               | 2  | Kyle Walker         |     |     |
| CB               | 5  | John Stones         |     |     |
| CB               | 3  | Rúben Dias          |     |     |
| LB               | 11 | Oleksandr Zinchenko |     |     |
| CM               | 20 | Bernardo Silva      |     | 64' |
| DM               | 8  | İlkay Gündoğan      | 35' |     |
| CM               | 47 | Phil Foden          |     |     |
| AM               | 17 | Kevin De Bruyne (c) |     | 60' |
| CF               | 26 | Riyad Mahrez        |     |     |
| CF               | 7  | Raheem Sterling     |     | 77' |
| Dự bị:           |    |                     |     |     |
| GK               | 13 | Zack Steffen        |     |     |
| GK               | 33 | Scott Carson        |     |     |
| DF               | 6  | Nathan Aké          |     |     |
| DF               | 14 | Aymeric Laporte     |     |     |
| DF               | 22 | Benjamin Mendy      |     |     |
| DF               | 27 | João Cancelo        |     |     |
| DF               | 50 | Eric García         |     |     |
| MF               | 16 | Rodri               |     |     |
| MF               | 25 | Fernandinho         |     | 64' |
| FW               | 9  | Gabriel Jesus       | 88' | 60' |
| FW               | 10 | Sergio Agüero       |     | 77' |
| FW               | 21 | Ferran Torres       |     |     |
| Huấn luyện viên: |    |                     |     |     |
| Pep Guardiola    |    |                     |     |     |

| GK               | 16 | Édouard Mendy         |     |     |
| CB               | 28 | César Azpilicueta (c) |     |     |
| CB               | 6  | Thiago Silva          |     | 39' |
| CB               | 2  | Antonio Rüdiger       | 57' |     |
| RB               | 24 | Reece James           |     |     |
| LB               | 21 | Ben Chilwell          |     |     |
| CM               | 5  | Jorginho              |     |     |
| CM               | 7  | N'Golo Kanté          |     |     |
| RM               | 29 | Kai Havertz           |     |     |
| LM               | 19 | Mason Mount           |     | 80' |
| CF               | 11 | Timo Werner           |     | 66' |
| Dự bị:           |    |                       |     |     |
| GK               | 1  | Kepa Arrizabalaga     |     |     |
| GK               | 13 | Willy Caballero       |     |     |
| DF               | 3  | Marcos Alonso         |     |     |
| DF               | 4  | Andreas Christensen   |     | 39' |
| DF               | 15 | Kurt Zouma            |     |     |
| DF               | 33 | Emerson               |     |     |
| MF               | 10 | Christian Pulisic     |     | 66' |
| MF               | 17 | Mateo Kovačić         |     | 80' |
| MF               | 20 | Callum Hudson-Odoi    |     |     |
| MF               | 22 | Hakim Ziyech          |     |     |
| MF               | 23 | Billy Gilmour         |     |     |
| FW               | 18 | Olivier Giroud        |     |     |
| Huấn luyện viên: |    |                       |     |     |
| Thomas Tuchel    |    |                       |     |     |

| Cầu thủ xuất sắc nhất trận đấu: N'Golo Kanté (Chelsea) Trợ lý trọng tài: Pau Cebrián Devís (Tây Ban Nha) Roberto Díaz Pérez del Palomar (Tây Ban Nha) Trọng tài thứ tư: Carlos del Cerro Grande (Tây Ban Nha) Trợ lý trọng tài video: Alejandro Hernández Hernández (Tây Ban Nha) Hỗ trợ trợ lý trọng tài video: Juan Martínez Munuera (Tây Ban Nha) Íñigo Prieto López de Cerain (Tây Ban Nha) Paweł Gil (Ba Lan) | Luật trận đấu - 90 phút thi đấu chính thức. - 30 phút hiệp phụ nếu tỷ số hòa sau thời gian thi đấu chính thức. - Loạt sút luân lưu nếu tỷ số vẫn hòa sau 30 phút hiệp phụ. - Mỗi đội có 12 cầu thủ dự bị. - Mỗi đội thay tối đa 5 cầu thủ, với cầu thủ thứ sáu được phép thay ở hiệp phụ. |

### Thống kê
| Thống kê           | Manchester City | Chelsea |
| ------------------ | --------------- | ------- |
| Bàn thắng ghi được | 0               | 1       |
| Tổng cú sút        | 3               | 5       |
| Cú sút trúng đích  | 1               | 2       |
| Cứu thua           | 1               | 1       |
| Kiểm soát bóng     | 53%             | 47%     |
| Phạt góc           | 1               | 1       |
| Phạm lỗi           | 7               | 6       |
| Việt vị            | 1               | 2       |
| Thẻ vàng           | 1               | 0       |
| Thẻ đỏ             | 0               | 0       |

| Thống kê           | Manchester City | Chelsea |
| ------------------ | --------------- | ------- |
| Bàn thắng ghi được | 0               | 0       |
| Tổng cú sút        | 4               | 3       |
| Cú sút trúng đích  | 0               | 0       |
| Cứu thua           | 0               | 0       |
| Kiểm soát bóng     | 64%             | 36%     |
| Phạt góc           | 2               | 0       |
| Phạm lỗi           | 7               | 7       |
| Việt vị            | 0               | 1       |
| Thẻ vàng           | 1               | 1       |
| Thẻ đỏ             | 0               | 0       |

| Thống kê           | Manchester City | Chelsea |
| ------------------ | --------------- | ------- |
| Bàn thắng ghi được | 0               | 1       |
| Tổng cú sút        | 7               | 8       |
| Cú sút trúng đích  | 1               | 2       |
| Cứu thua           | 1               | 1       |
| Kiểm soát bóng     | 58%             | 42%     |
| Phạt góc           | 3               | 1       |
| Phạm lỗi           | 14              | 13      |
| Việt vị            | 1               | 3       |
| Thẻ vàng           | 2               | 1       |
| Thẻ đỏ             | 0               | 0       |